# Parafia Matki Bożej Królowej Polski w Leśnej Polanie
Parafia pw. Matki Bożej Królowej Polski w Leśnej Polanie – parafia rzymskokatolicka należąca do dekanatu tarczyńskiego, archidiecezji warszawskiej, metropolii warszawskiej Kościoła katolickiego.